# Bałtycka Galeria Sztuki Współczesnej

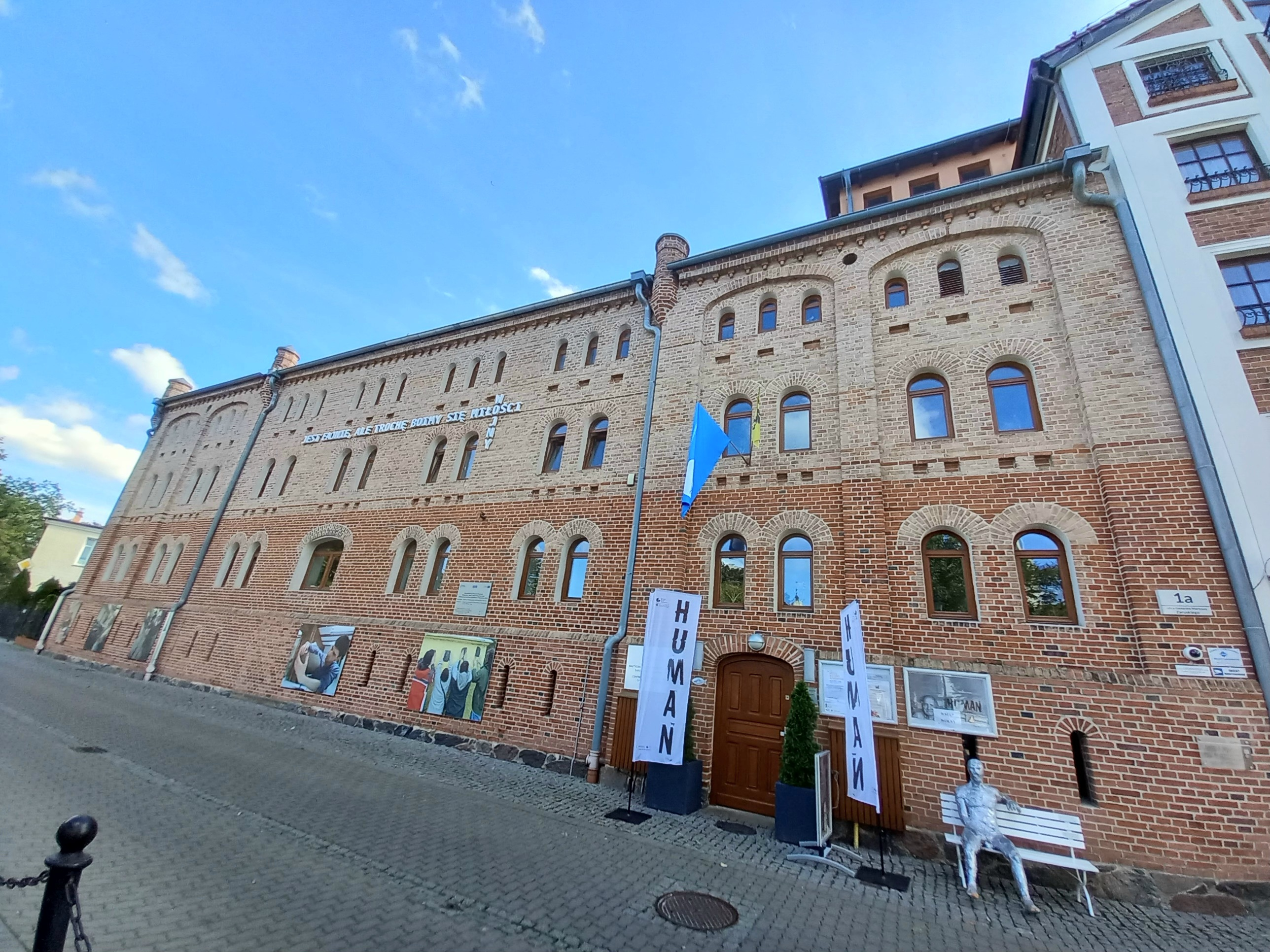
Centrum Aktywności Twórczej - jeden z oddziałów BGSW.

Bałtycka Galeria Sztuki Współczesnej (BGSW) – samorządowa jednostka organizacyjna województwa pomorskiego, która zajmuje się popularyzacją sztuki współczesnej. 
Galeria posiada dwie przestrzenie wystawiennicze w Słupsku: siedzibę główną i Basztę oraz jedną w Ustce. Instytucja realizuje wystawy, zajęcia edukacyjne, wydarzenia dyskursywne oraz program rezydencyjny w Ustce. Organizuje także Biennale Sztuki Młodych „Rybie Oko”.  
Od 2024 roku dyrektorką BGSW jest Agnieszka Kilian.   

## Linkizewnętrzne
- Bałtycka Galeria Sztuki w Ustce w serwisie Culture.pl